# Operación Cobra
La Operación Cobra es el nombre en código de una ofensiva aliada lanzada por el Primer Ejército de Estados Unidos siete semanas después de los desembarcos del Día D, durante la campaña de Normandía de la Segunda Guerra Mundial.

La intención del teniente general estadounidense Omar Bradley era de aprovechar la preocupación de Alemania con las actividades canadienses y británicas cerca de la ciudad de Caen, e inmediatamente rebasar las defensas alemanas que estaban presionando a sus tropas mientras los alemanes estaban distraídos y desequilibrados. Una vez creado un corredor para las tropas, el Primer Ejército podía avanzar hacia Bretaña, rebasando los flancos alemanes y liberándose de las  limitaciones impuestas por el bocage del terreno normando. 
Tras un comienzo lento, la ofensiva cobró ímpetu, y la resistencia alemana colapsó, con los sobrevivientes luchando a medida que escapaban en forma desorganizada hacia el río Sena. Sin los recursos necesarios para hacer frente a la situación, los alemanes respondieron deficientemente y poco después todo el frente de Normandía colapsó. La Operación Cobra, junto a otras operaciones simultáneas llevadas a cabo por el Segundo Ejército británico y el Primer Ejército canadiense, fue decisiva para asegurar la victoria aliada en la campaña de Normandía.
Luego de haber sido retrasada varias veces debido al mal tiempo, la Operación Cobra comenzó el 25 de julio con un bombardeo aéreo concentrado por parte de miles de aeronaves aliadas. Ofensivas de apoyo habían desviado el grueso de las reservas de los cuerpos blindados alemanes al sector canadiense y británico, y junto a la escasez general de hombres y materiales disponibles para los alemanes, les fue imposible formar líneas defensivas sucesivas. 
Unidades del VII Cuerpo lideraron el asalto inicial de dos divisiones mientras que los demás cuerpos del Primer Ejército montaron ataques de apoyo diseñados para inmovilizar a las tropas alemanas. El progreso fue lento durante el primer día, pero la oposición comenzó a derrumbarse una vez que la coraza defensiva fue destruida. Para el 27 de julio, gran parte de la defensa organizada había sido vencida, y los VII y VIII cuerpos avanzaban rápidamente, aislando a la península de Contentin.
Para el 31 de julio, el XIX Cuerpo había destruido las últimas fuerzas en el camino del Primer Ejército y las tropas de Bradley finalmente estaban libres del bocage. Los refuerzos fueron trasladados hacia el oeste por el mariscal de campo Günther von Kluge y empleados en varios contraataques, el mayor de los cuales (conocido por el nombre Operación Lüttich) fue lanzado el 7 de agosto entre Mortain y Avranches. Aunque esta operación fue la parte más sangrienta de la batalla, estuvo montada por unidades que ya estaban agotadas y con menor fuerza y produjeron muy pocos resultados aparte de desgastar aun más las fuerzas de Von Kluge. Las fuerzas alemanas se vieron detenidas por la resistencia estadounidense y el acoso de los cazabombarderos aliados.
El 8 de agosto, las tropas del recientemente activado Tercer Ejército de Estados Unidos capturaron la ciudad de Le Mans, el lugar donde estaba el cuartel general del Séptimo Ejército alemán. La Operación Cobra transformó el combate de infantería de alta intensidad de Normandía en una guerra de maniobras rápidas, y llevó a la creación de la bolsa de Falaise y la pérdida de la posición alemana en el noroeste de Francia

## Contexto
Después del exitoso desembarco de Normandía, el 6 de junio de 1944, el progreso tierra adentro fue lento. Para facilitar la acumulación de fuerzas aliadas en Francia y para asegurar espacio para la futura expansión, el puerto de Cherburgo en el flanco occidental del sector estadounidense y el pueblo histórico de Caen en el sector británico y canadiense en el este fueron los primeros objetivos. El plan original para la campaña de Normandía preveía grandes esfuerzos ofensivos en ambos sectores, en los cuales el Segundo Ejército del Reino Unido, bajo el mando del teniente general sir Miles Dempsey, tomaría control de Caen y el área al sur de este, y el Primer Ejército daría "una vuelta" hacia el Loira.
El general Bernard Montgomery -comandante de las fuerzas terrestres aliadas en Normandía- pretendía tomar Caen el Día D, mientras que se esperaba que Cherburgo cayera 15 días después. El Segundo Ejército debía tomar Caen y luego movilizarse hacia el sureste, extendiéndose hasta Caumont- l'Éventé, para tomar las pistas aéreas y proteger el flanco este del Primer Ejército mientras este se dirigía a Cherburgo. El tener el control de Caen y sus alrededores -deseable por su terreno abierto que permitiría maniobras bélicas- también daría al Segundo Ejército un área temporal para organizarse para un asalto al sur para capturar Falaise, que podía ser usado como pivote para un avance hacia la derecha sobre Argentan y luego hacia el río Touques.
La captura de Caen ha sido descrita por el historiador L. F. Ellis como el objetivo más importante del Día D asignado al I Cuerpo del teniente general John Crocker. Sin embargo, tanto Ellis como Chester Wilmot caracterizaron a su plan como "ambicioso", ya que el sector de Caen era el que contaba con las defensas más sólidas en Normandía.

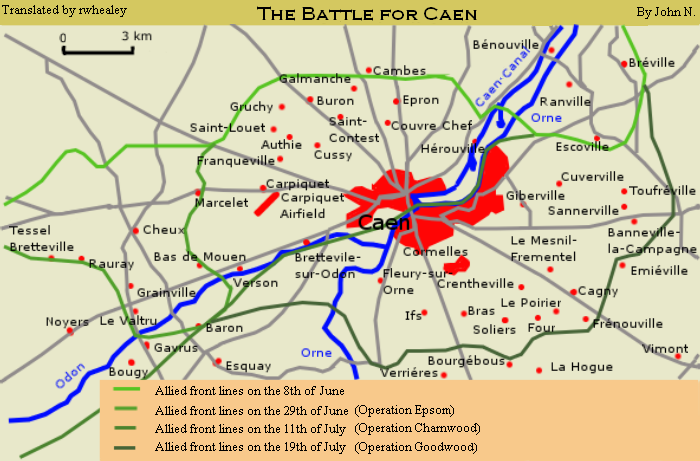
Ofensivas anglo-canadienses en el área de Caen luego del Día D, entre el 6 de junio de 1944 y el 20 de julio de 1944.

El intento inicial de alcanzar la ciudad el Día D por parte del I Cuerpo fue interrumpido por elementos de la 21.ª División Panzer, y luego de que los alemanes enviasen la mayor parte de los refuerzos que estaban siendo destinados a enfrentar la invasión a la defensa de la ciudad, el frente anglo-canadiense rápidamente se vio incapaz de completar los objetivos del Segundo Ejército.
 La Operación Perch, llevada a cabo una semana después del Día D, y la Operación Epsom (26-30 de junio) trajeron consigo algunas ganancias territoriales y desgastaron a los defensores, pero Caen se mantuvo en manos alemanas hasta el lanzamiento de la Operación Carnwood (7-9 de julio), cuando el Segundo Ejército logró tomar la parte norte de la ciudad sobre el río Orne en un ataque frontal.
Las sucesivas ofensivas anglo-canadieneses alrededor de Caen estaban atrayendo a las mejores fuerzas alemanas en Normandía, incluyendo gran parte de los tanques disponibles, al extremo este de las posiciones aliadas. Pese a esto, el Primer Ejército de Estados Unidos tenía problemas para avanzar en contra de una obstinada resistencia alemana. Una de las razones por las que el avance fue lento se debió a las restricciones impuestas por el bocage normando, lleno de filas de setos, caminos en desnivel y pequeños bosques, para los cuales las unidades estadounidenses no se habían entrenado.  Además, sin infraestructura portuaria en manos de los Aliados, todos los refuerzos y suministros debían llegar a través de las playas utilizando los dos puertos de Mulberry, y estaban a la merced del clima. El 19 de junio comenzó una fuerte tormenta sobre el canal de la Mancha que duró tres días, causando retrasos significativos en la acumulación de tropas aliadas y la cancelación de algunas de las operaciones planeadas.
El intento del Primer Ejército de avanzar en el sector occidental eventualmente fue detenido por Bradley antes del pueblo de Saint-Lô, para poder priorizar las operaciones dirigidas a la captura de Cherburgo. Los defensores de Cherburgo no se habían posicionado para una fuerte defensa, y consistían sobre todo en cuatro grupos de batalla formados con los sobrevivientes de las unidades que se habían replegado de la península de Contentin, básicamente la 77.ª División y los restos de la 709.ª División; las defensas del puerto habían sido diseñadas principalmente para recibir un ataque desde el mar. Sin embargo, la defensa alemana organizada terminó el 27 de junio, cuando la 9.ª División de Infantería logró reducir las defensas del cabo de la Hague al noroeste de la ciudad. En cuatro días, el VII Cuerpo del mayor general J. Lawton "Lightning Joe" Collins continuó su ofensiva hacia Saint-Lô, junto a los XIX y VIII cuerpos, obligando a los alemanes a movilizar más tanques hacia el sector estadounidense.

## Planificación
Aun no está claro quién tuvo la idea original de la Operación Cobra. Según el biógrafo oficial de Montgomery, las bases para la operación fueron establecidas el 13 de junio. La planificación se vio beneficiada en gran medida por la información de inteligencia Ultra que proporcionó decodificaciones actualizadas a la fecha entre el Alto Mando alemán y los generales de Hitler. El plan de Montgomery en ese entonces incluía utilizar el Primer Ejército de Bradley para tomar Saint-Lô y Coutances y luego hacer dos movimientos ofensivos hacia el sur; uno desde Caumont (Eure) hacia Vire y Mortain, y el otro desde Saint-Lô hacia Villedieu y Avranches. Aunque se debía mantener la presión a lo largo de la península de Cotentin en dirección de La Haye-du-Puits y Valognes, la toma de Cherburgo no era una prioridad inmediata. Sin embargo, con la captura de Cherburgo por parte del VII Cuerpo de Collins el 27 de junio, las fechas límite iniciales de Montgomery se volvieron obsoletas y el avance desde Caumont nunca se realizó.
Luego de la conclusión de la Operación Charnwood y la cancelación de la ofensiva sobre Saint-Lô por parte del Primer Ejército, Montgomery se reunió con Bradley y Dempsey el 10 de julio para discutir el siguiente movimiento del XXI Grupo de Ejércitos británico. Durante la reunión, Bradley admitió que el progreso del flanco occidental era muy lento. Sin embargo, había estado trabajando en planes para tratar de realizar un avance significativo, conocido por el nombre en código de Operación Cobra, y que sería ejecutado por el Primer Ejército el 18 de julio.
 Presentó sus ideas a Montgomery, quien las aprobó, y la directiva que salió de la reunión dejó en claro que la estrategia general en los siguientes días sería la de mantener la atención del enemigo lejos del Primer Ejército y dirigirla al sector británico y canadiense; Dempsey recibió sus instrucciones: "continúa golpeando, atrayendo a las fuerzas alemanas, especialmente las unidades de tanques, hacia ti, para hacer más fácil el camino para Bradley". Para lograr esto, se planeó la Operación Goodwood, y Einsenhower se aseguró de que ambas operaciones tuvieran el apoyo de las fuerzas aéreas aliadas con bombarderos estratégicos.

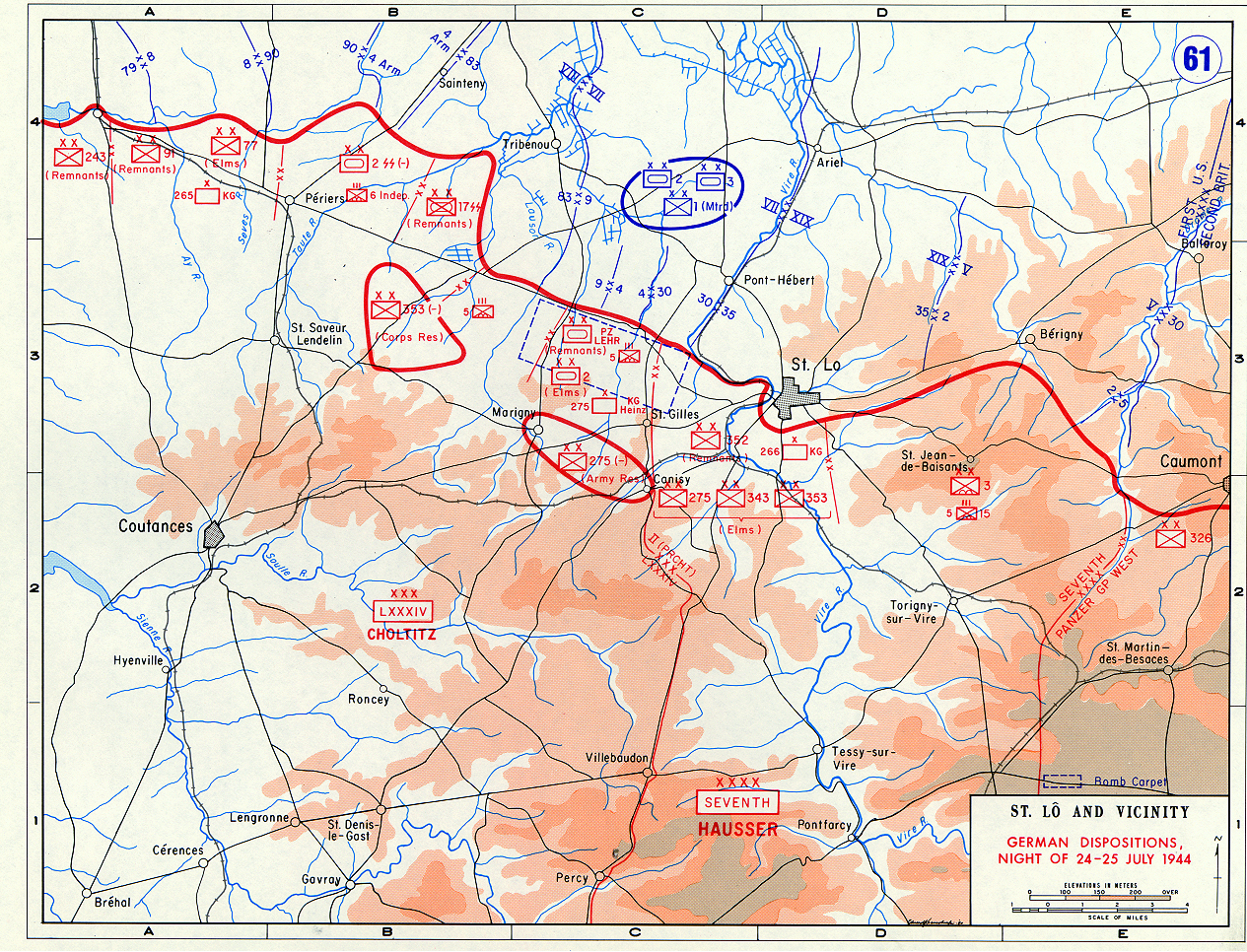
Posiciones alemanas, noche del 24–25 de julio de 1944

El 12 de julio, Bradley informó a sus comandantes sobre el Plan Cobra, el cual consistía en tres fases. En la primera fase, el ataque de penetración sería llevado a cabo por la 9.ª y 30.ª divisiones de infantería del Ejército de los Estados Unidos, bajo el mando de Manton S. Eddy y Leland Hobbs, respectivamente, las cuales debían hacer un hueco en la zona táctica alemana y luego aguantar los flancos de penetración mientras la 1.ª División del mayor general Clarence R. Huebner y la 2.ª División Acorazada del mayor general Edward H. Brooks penetraban hasta el fondo de la posición hasta que la resistencia colapsase. La 1.ª División de Infantería "debía tomar Marigny, siendo este objetivo explotado por una columna de la 3.ª División Acorazada del mayor general Watson, la cual se movería hacia el sur en dirección a Coutances"
La 2.ª División Acorazada -parte de la "fuerza de explotación de Collins" de la 2.º División Acorazada al este del sector del VII Cuerpo y la 1.ª División de Infantería reforzada cercana el Comando de Combate B (CCB) de la 3.ª División Acorazada en el oeste"- pasaría "por el sector de la 30.ª División de Infantería... y resguardaría el flanco izquierdo estadounidense". Si los esfuerzos del VII Cuerpo tenían éxito, la posición occidental alemana se podía volver inestable, permitiendo así un avance relativamente fácil hacia el extremo suroeste del bocage para separar y capturar la península de Bretaña. La inteligencia del Primer Ejército estimaba que no habría un contraataque alemán en los primeros días después del lanzamiento de la Operación Cobra, y que si se materializaban ataques después de esa fecha, consistirían solo en operaciones a nivel de batallones.
La Operación Cobra debía ser un ataque concentrado en un frente de 7000 metros, a diferencia de las anteriores ofensivas estadounidenses de "frente amplio", y debía contar con un fuerte apoyo aéreo. Los cazabombarderos debían concentrarse en atacar las defensas de avanzada alemanas en un cinturón de 250 metros inmediatamente al sur del camino de Saint-Lô a Périers, mientras que los bombarderos pesados del general Carl Andrew Spaatz bombardearían a unos 2500 metros detrás de la principal línea de resistencia alemana. Se anticipaba que la destrucción física y el valor de sorpresa de un bombardeo preliminar corto e intenso debilitaría decisivamente la defensa alemana, por lo que además de la artillería divisional, unidades a nivel de ejército -y cuerpos- proveerían apoyo, incluyendo nueve batallones de artillería pesada, cinco de artillería mediana, y siete de artillería ligera. Más de 1000 cañones de la artillería se destinaron a la ofensiva, y se asignaron aproximadamente 140 000 rondas de artillería solamente para el VII Cuerpo, con otras 27 000 asignadas al VIII Cuerpo.
En un intento por superar las restricciones de movimiento del bocage que habían hecho las operaciones ofensivas tan difíciles y costosas para ambos bandos, se hicieron modificaciones "Rinoceronte" a algunos de los tanques M4 Sherman y M541 Stuart, y a los cazacarros M10, al equiparlos con resaltes (arietes) rompesetos que eran capaces de abrirse paso a través de los setos normandos. Mientras que los tanques alemanes se seguían viendo restringidos a los caminos, los blindados estadounidenses ahora podían maniobrar más libremente, aunque en la práctica estas modificaciones no eran tan efectivas como comúnmente se creía. Sin embargo, para la víspera de Cobra, el 60 % de los tanques aliados estaban equipados. Para preservar su seguridad operacional, Bradley prohibió su uso hasta el lanzamiento de la operación.  En total, 1269 tanques medianos M4, 694 tanques ligeros M5A1 y 288 cazacarros M10 estaban disponibles.

### Operaciones de apoyo

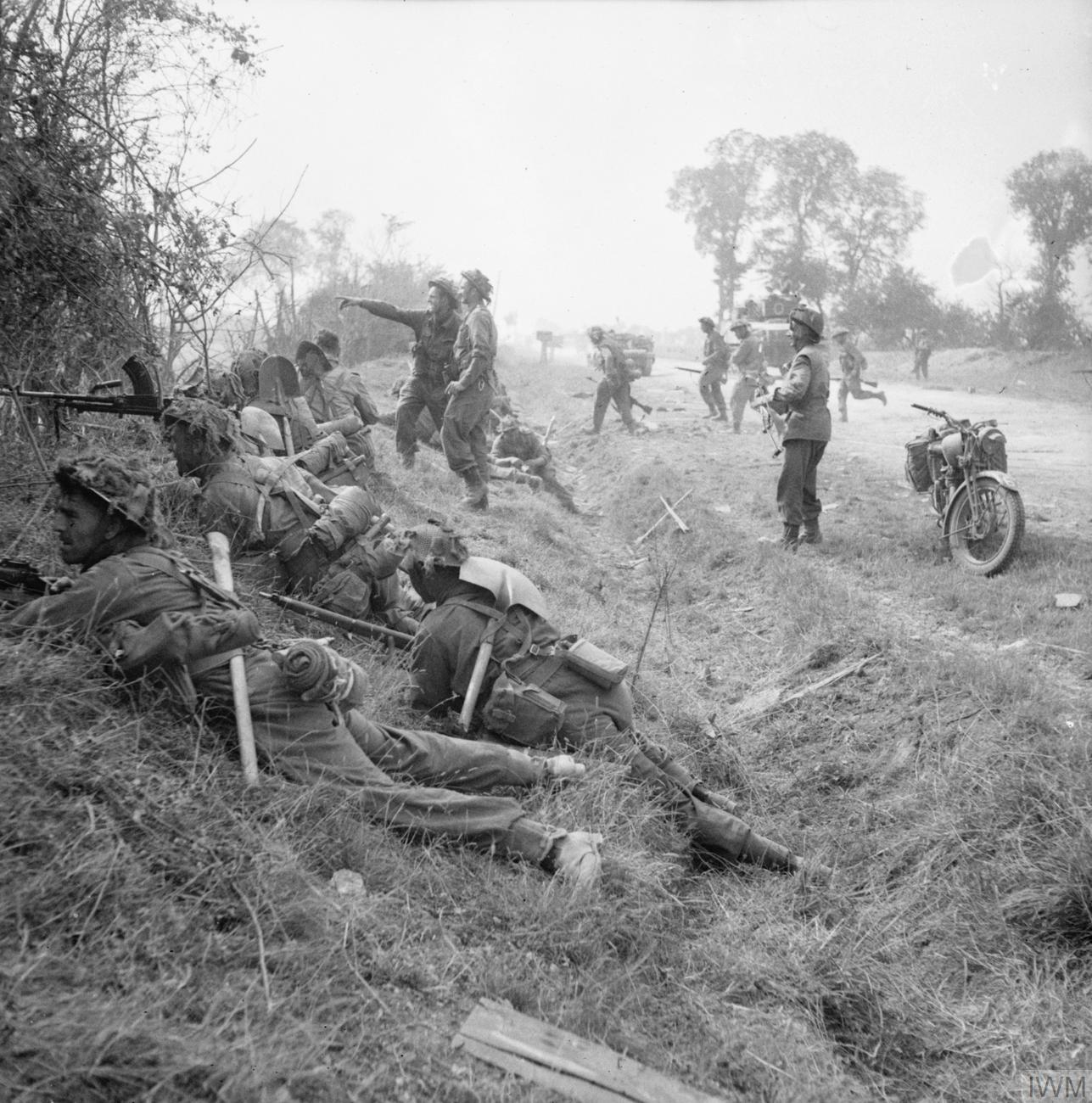
Soldados galeses cerca de Cagny, 19 de julio de 1944.

El 18 de julio, los VIII y I cuerpos del ejército británico -al este de Caen- llevaron a cabo la Operación Goodwood. La ofensiva comenzó con el mayor bombardeo aéreo de apoyo para tropas terrestres de la historia hasta entonces, con más de 1000 aeronaves lanzando 6000 toneladas de bombas de fragmentación y altamente explosivas desde baja altitud. Las posiciones alemanas al este de Caen fueron bombardeadas con 400 piezas de artillería y muchas aldeas fueron reducidas a escombros, pero la artillería alemana más al sur, en las colinas de Bourguébus, estaba fuera del alcance de la artillería británica, y los defensores de Cagny y Émiéville se salvaron de gran parte del bombardeo. Esto contribuyó a las bajas sufridas por el Segundo Ejército, que alcanzaron los 4800 hombres. Al ser una ofensiva mayormente de tanques, se perdieron entre 250 y 400 tanques británicos, aunque análisis recientes sugieren que solo 140 tanques fueron destruidos por completo, y 174 fueron dañados. La operación sigue siendo la mayor batalla de tanques jamás librada por el ejército británico,  y condujo a la expansión de la cabeza de puente de Orne y la captura final de Caen.
Al mismo tiempo, el II Cuerpo canadiense en el flanco oeste de Goodwood lanzó la Operación Atlantic. Su intención era reforzar las posiciones aliadas a lo largo de las riberas del río Orne y tomar las colinas de Verrières al sur de Caen. Atlantic tuvo éxito en un principio, pero perdió ímpetu a medida que sufrió más y más bajas. Habiéndole costado 1349 hombres a los canadienses y con las fuertemente defendidas colinas en manos alemanas, Atlantic fue cancelada el 20 de julio. Sin embargo, a petición de Montgomery, "claramente resaltada en las comunicaciones del Comando Supremo a Montgomery", el comandante del II Cuerpo canadiense, el teniente general Guy Simonds, lanzó una segunda ofensiva pocos días después, llamada Operación Spring. Esta tenía el limitado pero importante objetivo de mantener en el área a las unidades alemanas que de otra manera hubiesen sido transferidas al sector estadounidense, aunque Simonds utilizó la oportunidad para volver a intentar tomar las colinas de Verrièrers.  Una vez más, la lucha por la cresta de Verrières resultó ser extremadamente sangrienta para los canadienses, siendo el 25 de julio el día más costoso para un batallón canadiense -The Black Watch (Royal Highland Regiment) of Canada- desde la incursión de Dieppe en 1942.
Un contrataque por parte de dos divisiones alemanas empujó a los canadienses atrás de sus líneas iniciales y Simonds tuvo que utilizar refuerzos para estabilizar el frente. Sin embargo, junto con Goodwood, las operaciones canadienses obligaron a los alemanes a comprometer gran parte de sus tanques y refuerzos adicionales en el sector británico y canadiense. La Operación Spring -pese a su costo- había atraído la atención de la 9.ª División Panzer SS Hohenstaufen lejos del sector estadounidense el día antes del lanzamiento de la Operación Cobra.
Solo quedaron dos divisiones Panzer con 190 tanques para enfrentarse al Primer Ejército de Bradley. Siete divisiones Panzer con 750 panzers estaban posicionadas en el área de Caen, lejos de donde se lanzaría la Operación Cobra, al igual que todos los batallones de carros pesados Tiger I y las tres brigadas de Nebelwerfer en Normandía.

### Logística
Cada división consumió 680 toneladas de suministros por día.

## Ofensiva aliada

### Ataques preliminares

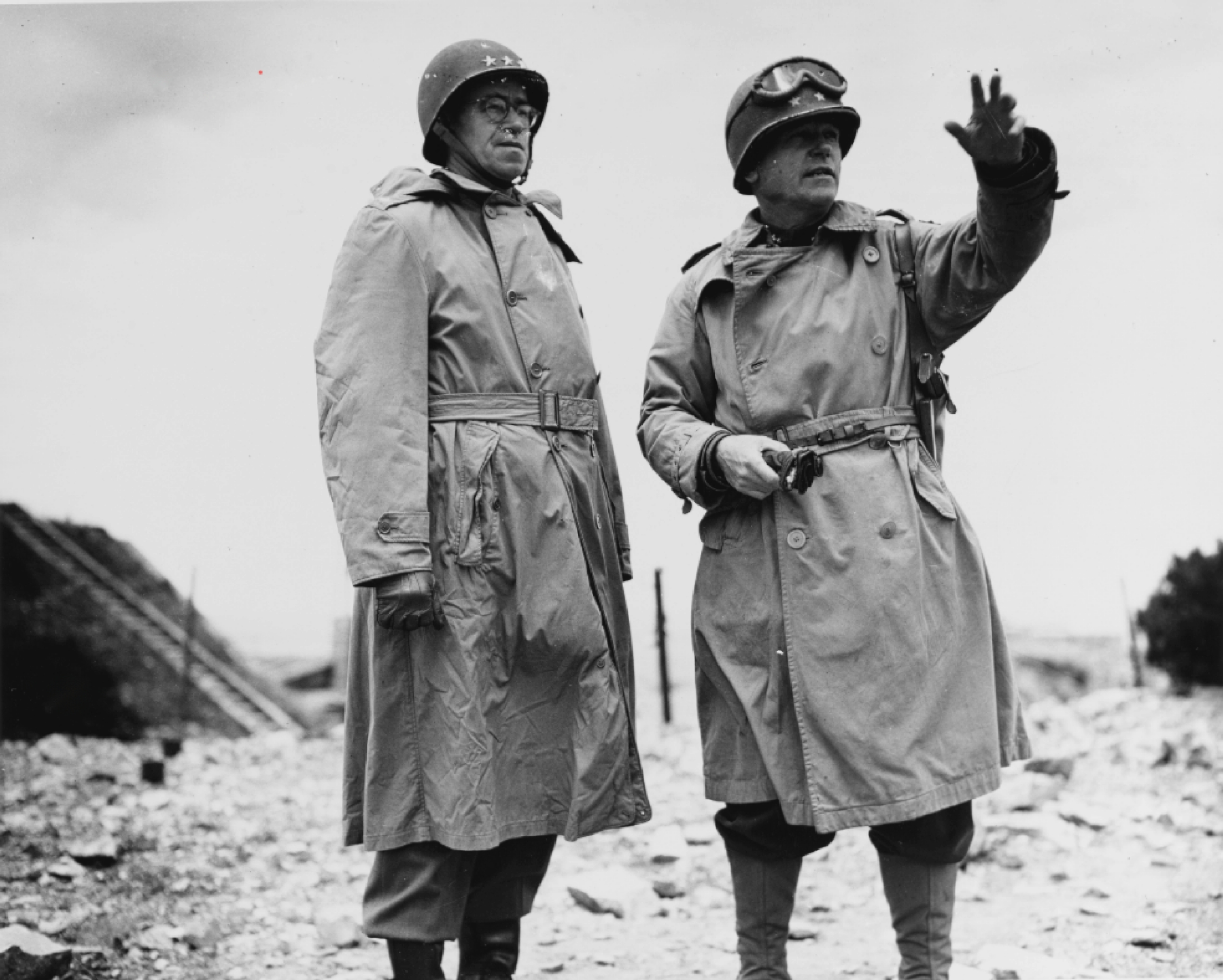
Bradley y Collins cerca de Cherburgo

Para ganar un buen terreno para la Operación Cobra, Bradley y Collins prepararon un plan para avanzar hacia el camino entre Saint-Lô y Périers, a lo largo del cual los VII y VIII cuerpos estaban asegurando posiciones de lanzamiento. El 18 de julio, con un costo de 5000 bajas, las 29.ª y 35.ª divisiones de infantería de los Estados Unidos lograron hacerse con las vitales cimas entre Saint-Lô y Périers, haciendo retroceder al II Cuerpo de Paracaidistas del General der Fallschirmtruppen Eugen Meindl.  Los paracaidistas de Meindl, junto con la 352.ª División de Infantería (la cual había estado en acción desde la defensa de la Playa de Omaha en el día D) ahora se encontraban destrozados, y todo estaba listo para la ofensiva principal.
 Debido a las malas condiciones climáticas que también habían perjudicado a las operaciones Goodwood y Atlantic, Bradley decidió posponer Cobra por unos días -una decisión que preocupó a Montgomery, ya que las operaciones británicas y canadienses habían sido lanzadas para apoyar un intento de quebrar las líneas alemanas que aun no se había materializado-. Para el 24 de julio los cielos estuvieron lo suficientemente despejados para dar la orden de inicio, y 1600 aeronaves aliadas partieron hacia Normandía. Sin embargo, el clima empeoró nuevamente sobre el campo de batalla. Con la pobre visibilidad, más de 25 estadounidenses murieron y 130 resultaron heridos en el bombardeo antes de que la operación de apoyo aéreo fuese pospuesta hasta el día siguiente. Algunos soldados enfurecidos abrieron fuego contra sus propios aviones, una práctica que no era poco común en Normandía cuando eran víctimas de fuego amigo.

### Ataque principal y ruptura del 25–27 de julio

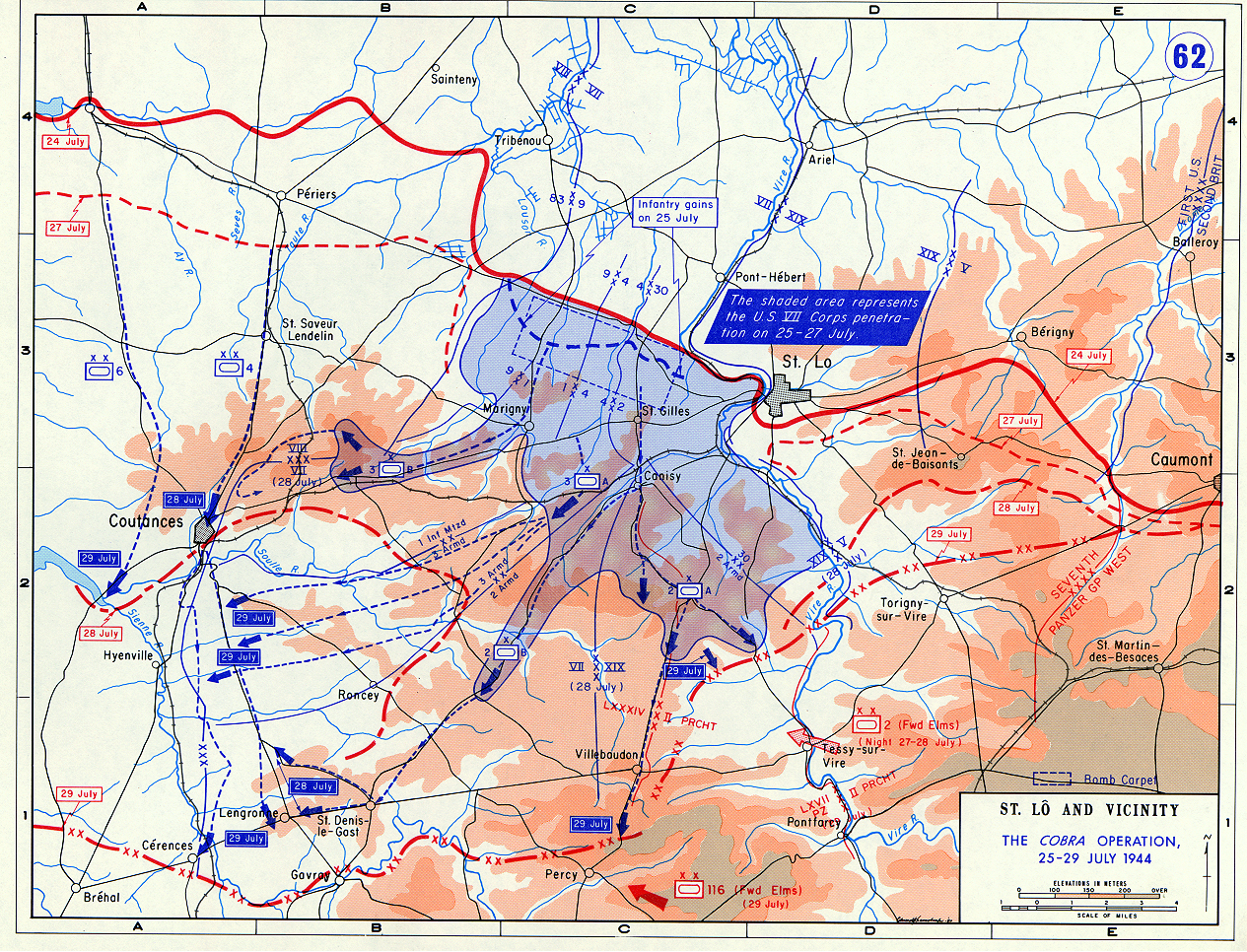
Operación Cobra 25–29 de julio de 1944

Después de haber sido postergada por un día, Cobra se inició a las 09:38 horas del 25 de julio, cuando aproximadamente 600 cazabombarderos aliados atacaron posiciones fortificadas y de artillería enemiga a lo largo de una franja de tierra de 300 m de ancho ubicada en el área de Saint-Lô. En la siguiente hora, 1800 bombarderos pesados de la Octava Fuerza Aérea de Estados Unidos saturaron un área de 2200 m en el camino entre Saint-Lô y Périers, seguidos por una tercera y última oleada de bombarderos medianos. Aproximadamente 3000 aeronaves de Estados Unidos realizaron un bombardeo en alfombra de una angosta sección del frente, con la División Panzer Lehr recibiendo la peor parte del ataque. Sin embargo, nuevamente no todas las bajas fueron alemanas: Bradley había solicitado específicamente que los bombarderos llegaran a su objetivo desde el este, fuera del sol y paralelos al camino entre Saint-Lô y Périers para minimizar el riesgo de pérdidas por fuego amigo, pero gran parte de los pilotos llegaron desde el norte, en dirección perpendicular a la línea del frente. Bradley, sin embargo, aparentemente había malinterpretado las explicaciones de los comandantes de los bombarderos pesados cuando decían que era imposible llegar al objetivo en forma paralela debido a las limitaciones de espacio y tiempo que había fijado Bradley. Además el acercamiento paralelo no hubiese asegurado de ninguna manera que todas las bombas cayeran detrás de las líneas alemanas, debido a errores de deflección u objetivos oscurecidos por el polvo y el humo. Pese a los esfuerzos de las unidades estadounidenses por identificar sus posiciones, los bombardeos fallidos por parte de la Octava Fuerza Aérea mataron a 111 hombres e hirieron a 490. Los muertos incluyeron al amigo y compañero de Bradley en West Point, el teniente general Lesley McNair -el soldado estadounidense de mayor rango en morir en combate en el Teatro de Operaciones Europeo-.
A las 11:00 horas, la infantería comenzó a avanzar, progresando de cráter en cráter más allá de lo que había sido la línea de avanzada alemana. Aunque no se esperaba ninguna oposición seria, los restos de la División Panzer Lehr de Bayerlein -aproximadamente 2200 hombres y 45 vehículos blindados- se habían reagrupado y se estaban preparando para recibir a las tropas estadounidenses, y al oeste de la Panzer Lehr la 5.ª División de Paracaidistas alemana había escapado del bombardeo casi intacta. El VII Cuerpo de Collins se vio desalentado al encontrarse con un feroz fuego de artillería enemigo, que esperaban que hubiese sido suprimido por el bombardeo. Varias unidades de los Estados Unidos se vieron envueltas en luchas contra posiciones fortificadas controladas por unos cuantos tanques alemanes, infantería de apoyo y cañones de 88 mm. El VII Cuerpo pudo ganar tan solo 2200 m durante el resto del día. Sin embargo, si el primer día el resultado había sido desalentador, el general Collins encontró razones para sentirse motivado: aunque los alemanes estaban aferrándose ferozmente a sus posiciones, estas no parecían formar una línea continua y eran susceptibles de ser sobrepasadas por los flancos o ser rebasadas. Incluso con la advertencia previa de la ofensiva estadounidense, las acciones canadienses y británicas cerca de Caen habían convencido a los alemanes de que la amenaza real estaba allí, y comprometieron sus fuerzas hasta el punto de que para enfrentarse a Cobra no crearon una meticulosa sucesión de posiciones defensivas tras las líneas, como las que tuvieron durante Goodwood y Atlantic, .

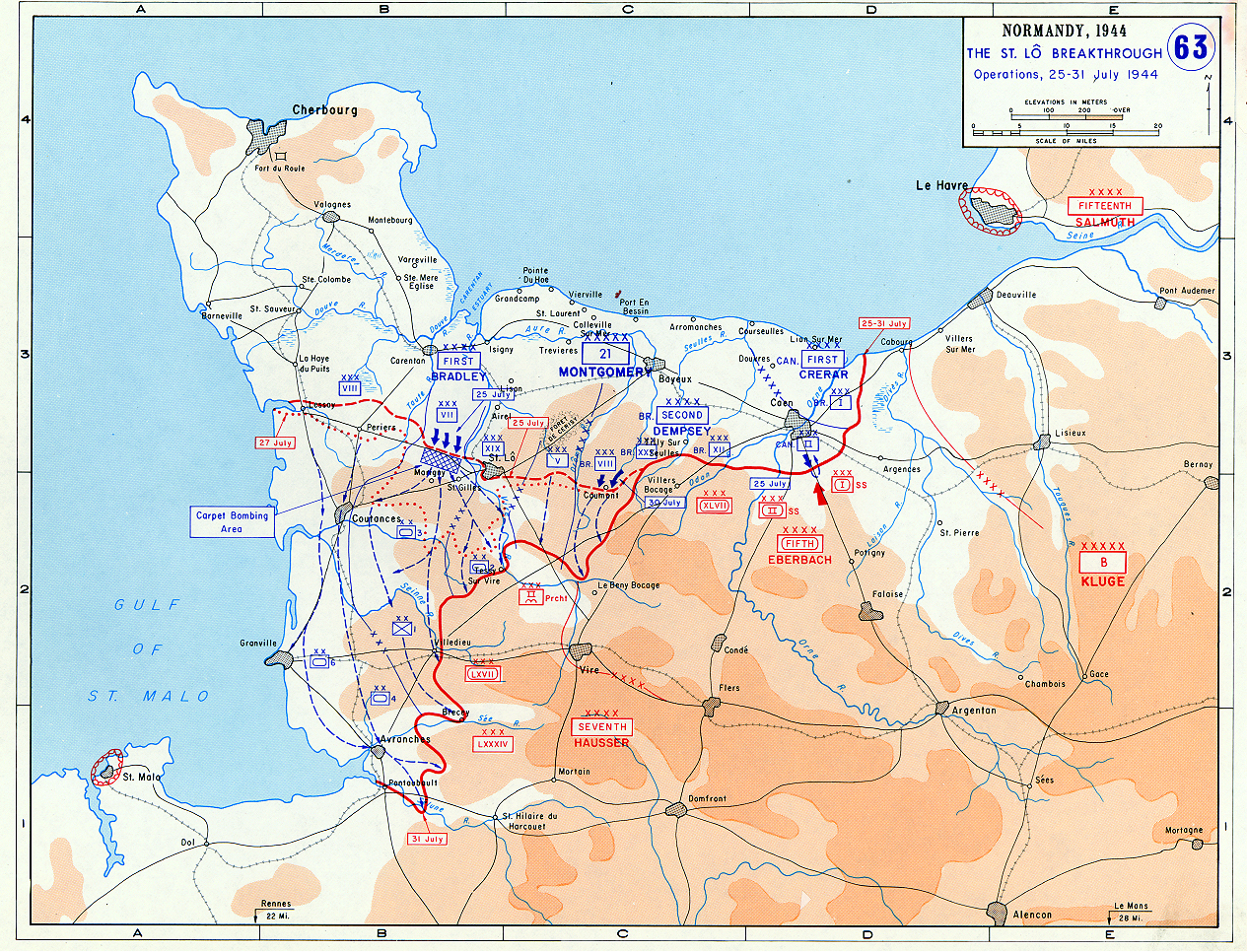
El avance sobre Saint-Lô, 25–31 de julio

La mañana del 26 de julio, la 2.ª División Blindada de los EE. UU. y la experimentada 1.ª División de Infantería se unieron al ataque como estaba planeado, alcanzando uno de los primeros objetivos de la Operación -un cruce al norte de Le Mesnil-Herman- al día siguiente. Ese mismo día, el VIII Cuerpo del mayor general Troy H. Middleton entró en la batalla, liderado por las 8.ª y 90.ª Divisiones de Infantería. Pese a que había caminos claros para avanzar a través de los pantanos y partes inundadas en su frente, ambas divisiones decepcionaron al Primer Ejército al no poder ganar terreno significativo inicialmente, pero a la primera luz del día siguiente se dieron cuenta de que los alemanes se habían visto obligados a replegarse por su flanco izquierdo, dejando solo inmensos campos minados tras de ellos para retrasar el avance del VIII Cuerpo. El mediodía del 27 de julio, la 9.ª División de Infantería del VII Cuerpo tampoco tenía delante oposición organizada, y estaba avanzando rápidamente.

### Ruptura del frente y avance del 28–31 de julio
El 28 de julio, las defensas alemanas a lo largo del frente estadounidense habían colapsado en gran parte bajo el peso completo del avance de los VII y VIII cuerpos, y la resistencia era desorganizada y desigual. La 4.ª División Blindada del VIII Cuerpo -entrando al combate por primera vez- capturó Coutances pero se encontró con una férrea defensa al este del pueblo, y las unidades de Estados Unidos que penetraban al fondo de las posiciones alemanas eran contraatacadas por una variedad de elementos de la 2.ª División SS Das Reich, la 17.ª SS Panzergrenadier, y la 353.ª División de Infantería, todas tratando de escapar la trampa. Los restos de las fuerzas alemanas trataron de organizar un contraataque desesperado contra la 2.ª División Blindada, pero resultó un desastre y los alemanes abandonaron sus vehículos y escaparon a pie. Un exhausto y desmoralizado Bayerlein informó que su División Panzer Lehr había sido "finalmente aniquilada", con sus tanques destruidos, sus bajas de personal, y los registros del cuartel perdidos.

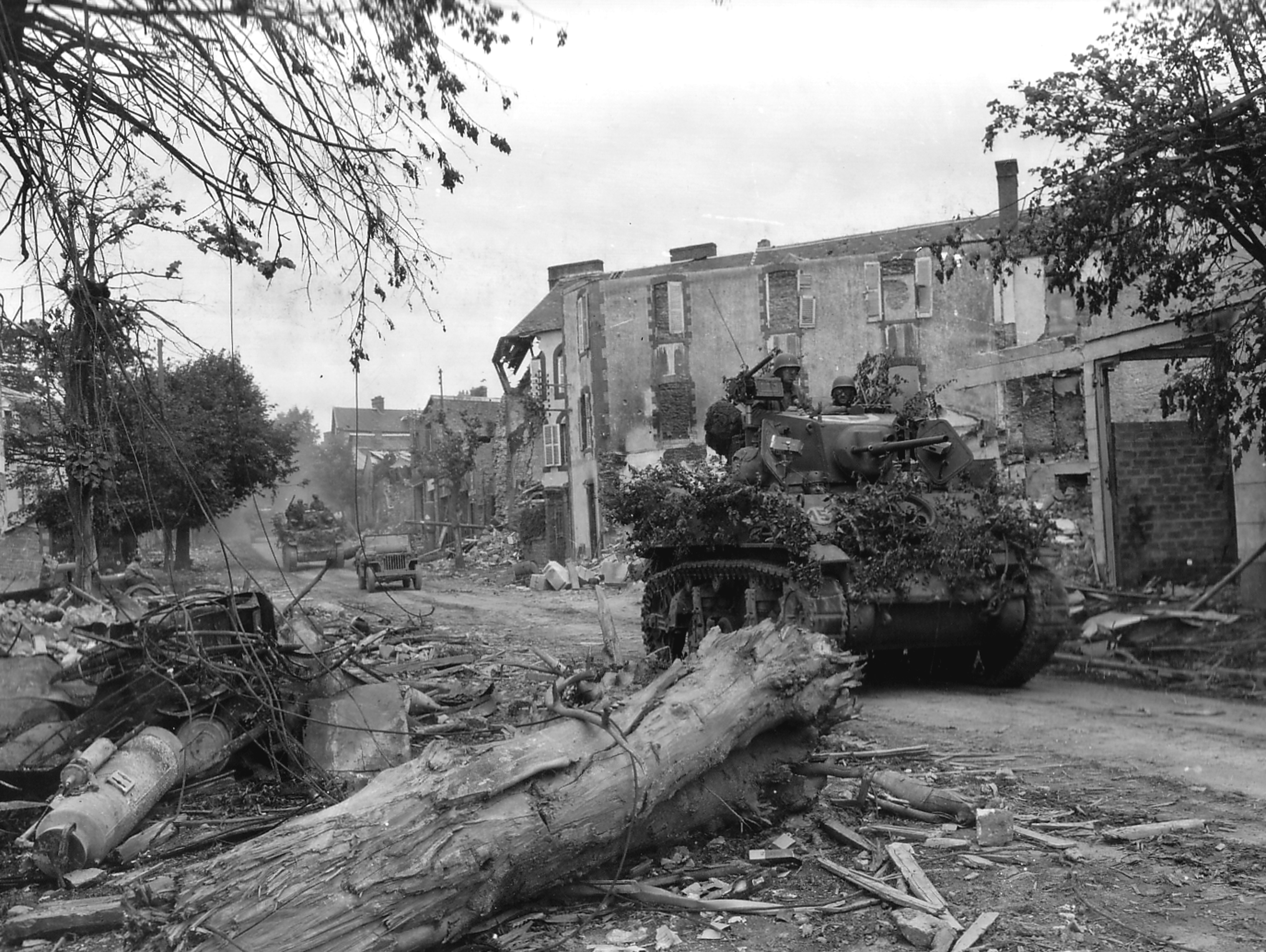
Un M541 Stuart estadounidense camuflado de la 4.ª División Blindada (VIII Cuerpo) en Coutances

Mientras tanto, el mariscal Von Kluge -el comandante de todas las fuerzas alemanas en el Frente Occidental Comando del Ejército Oeste- estaba reuniendo refuerzos, y elementos de las 2.ª y 116.ª divisiones panzer se estaban acercando al campo de batalla. El XIX Cuerpo de los Estados Unidos -bajo el mando del mayor general Charles H. Corlett- entró en la batalla el 28 de julio al lado izquierdo del VII Cuerpo, y entre el 28 y el 31 de julio se enfrentó contra estos refuerzos en que sería la lucha más feroz desde el inicio de la Operación. Durante la noche del 29 de julio, cerca de Saint-Denis-le-Gast, al este de Coutances, elementos de la 2.ª División Blindada de los Estados Unidos se encontraron luchando por sus vidas contra una columna de la 2.ª División SS Panzer y la 17.ª División SS Panzergrenadier, las cuales pasaron a través de las líneas estadounidenses en la oscuridad. Otros elementos de la 2.ª División Blindada fueron atacados cerca de Cambry y lucharon durante seis horas; sin embargo, Bradley y sus comandantes sabían que en ese momento estaban dominando el campo de batalla y ese tipo de maniobras desesperadas no representaban ninguna amenaza a la posición general estadounidense. Cuando se le ordenó que concentrara su división, el coronel Heinz Günther Guderian -el comandante de la 116.ª División- estaba frustrado por la elevada actividad de los cazabombarderos aliados. Sin recibir apoyo directo por parte de la 2.ª División Panzer como se le prometió, Guderian informó que sus panzergrenadiers no pudieron contraatacar efectivamente a los estadounidenses.
El 30 de julio, para proteger el flanco de Cobra y prevenir que las fuerzas alemanas escaparan del combate y se reubicaran, los VIII y XXX cuerpos británicos lanzaron la Operación Bluecoat al sur de Caumont-l'Éventé hacia Vire y Mont Pincon. Más tarde ese mismo día, avanzando hacia el sur a lo largo de la costa, el VIII Cuerpo de los Estados Unidos capturó el pueblo de Avranches -descrito por el historiador Andrew Williams como la "la puerta hacia Bretaña y el sur de Normandía"- y el 31 de julio el XIX Cuerpo había repelido los últimos contraataques alemanes después de feroces luchas, infligiendo grandes bajas tanto en personal como en tanques. Para entonces el avance estadounidense era imparable, y el Primer Ejército finalmente había pasado el bocage.

## Consecuencias

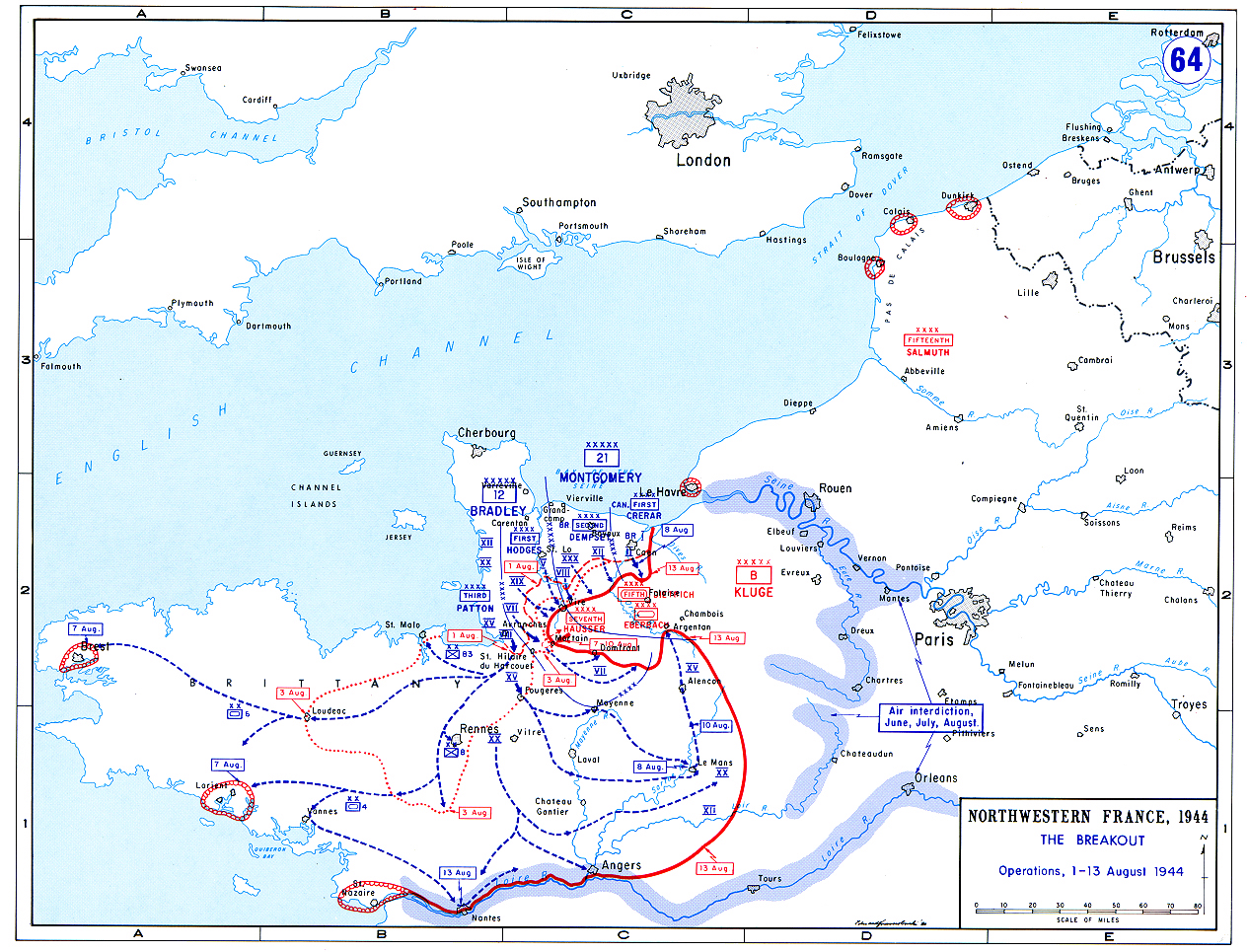
Un mapa que muestra el avance desde la cabeza de playa de Normandía.

Al mediodía del 1 de agosto, el Tercer Ejército de Estados Unidos fue activado bajo el mando del teniente general George S. Patton. El teniente general Courtney Hodges asumió el mando del Primer Ejército y Bradley fue promovido al mando general de ambos ejércitos, denominado 12.º Grupo de Ejércitos de EE. UU. Patton escribió un poema que decía: 

So let us do real fighting, boring in and gouging, biting.
 Let's take a chance now that we have the ball.
 Let's forget those fine firm bases in the dreary shell raked spaces,
 Let's shoot the works and win! Yes, win it all!

El avance estadounidense después de la Operación Cobra fue extraordinariamente rápido. Entre el 1 y el 4 de agosto, siete divisiones del Tercer Ejército de Patton habían arrasado a través de Avranches y sobre el puente en Pontaubault que llevaba hacia Bretaña. El ejército alemán en Normandía había sido reducido a un estado tan pobre por parte de las ofensivas aliadas y con ninguna posibilidad de recibir refuerzos con el comienzo de la ofensiva soviética contra el Grupo de Ejércitos Centro, que muy pocos alemanes creían que a esas alturas podían evitar la derrota.
En lugar de ordenar que el resto de sus fuerzas se retirase hacia el Sena, Adolf Hitler envió una directiva a Von Kluge ordenando que "contraataque de inmediato entre Mortain y Avranches" para "aniquilar" al enemigo y hacer contacto con la costa oeste de la península de Contentin. Ocho de las nueve divisiones Panzer en Normandía iban a ser utilizadas en el ataque pero solo cuatro (una de ellas incompleta) pudo ser relevada de sus tareas defensivas y organizada a tiempo. Los comandantes alemanes protestaron en forma inmediata, indicando que una operación de este tipo era imposible considerando los pocos recursos que les quedaban pero estas objeciones fueron ignoradas y la contraofensiva, llamada Operación Lüttich, comenzó el 7 de agosto en los alrededores de Mortain. Las 2.ª, 1.ª SS y 2.ª SS divisiones Panzer lideraron el asalto, aunque solo con 75 Panzer IV, 70 Panzer V Panther, y 32 cañones autopropulsados entre ellos. La amenaza de esta ofensiva se terminó en las primeras 24 horas, ya que las fuerzas alemanas se vieron detenidas por la resistencia estadounidense y el acoso de los cazabombarderos aliados, aunque la lucha continuó hasta el 13 de agosto.
El 8 de agosto, la ciudad de Le Mans –el antiguo cuartel general del 7.º Ejército alemán– había caído en manos de los estadounidenses. Después de que el Primer Ejército destruyera las pocas divisiones de Von Kluge con capacidad para luchar, los comandantes aliados se dieron cuenta de que toda la posición alemana en Normandía estaba colapsando. Bradley declaró:

"Esta es una oportunidad que un comandante encuentra menos de una vez cada cien años. Estamos a punto de destruir a un ejército hostil casi en su totalidad y avanzar desde aquí hasta la frontera alemana".

El 14 de agosto, conjuntamente con los movimientos estadounidenses al norte de Chambois, las fuerzas canadienses lanzaron la Operación Tractable; la intención aliada era atrapar y destruir a los 7.º y 5.º ejércitos Panzer alemanes cerca del pueblo de Falaise. Cinco días después, los dos brazos de la operación estaban a punto de cerrarse; la 90.ª División de Infantería de EE. UU. hizo contacto con la 1.ª División Blindada polaca en su avance, y las primeras unidades aliadas cruzaron el río Sena en Mantes-la-Jolie mientras las unidades alemanas escapaban hacia el este como podían. El 22 de agosto, la bolsa de Falaise –en la que los alemanes habían estado luchando desesperadamente para mantenerla abierta y permitir escapar a sus tropas– estaba sellada, concluyendo así la Batalla de Normandía con una victoria aliada decisiva.
Todas las fuerzas alemanas al oeste de las líneas aliadas ahora se encontraban muertas o habían sido capturadas y pese a que probablemente unos 100 000 soldados alemanes lograron escapar, dejaron atrás a 40 000-50 000 prisioneros y más de 10 000 muertos. Un total de 344 tanques y piezas de artillería autoproulsadas, 2447 vehículos no blindados y 252 piezas de artillería fueron abandonadas o destruidas solamente en el sector norte de la bolsa. Los Aliados lograron avanzar libremente a través de territorios indefensos, y el 25 de agosto los cuatro ejércitos aliados (el Primer Ejército canadiense, el Primer Ejército británico, el Primer Ejército estadounidense y el Tercer Ejército estadounidense) que participaron de la campaña de Normandía, se encontraban sobre el río Sena.